# José Velicia
José Eugenio Velicia Berzosa (Traspinedo, Valladolid, 15 de noviembre de 1931-Valladolid, 19 de junio de 1997) fue un sacerdote español conocido por ser el creador de Las Edades del Hombre junto con el escritor José Jiménez Lozano, un ciclo de exposiciones dedicado al arte sacro de Castilla y León. Fue galardonado en 1997 con los premios El Norte de Castilla y Nacional de Restauración y Conservación de Bienes Culturales (a título póstumo), del Ministerio de Cultura del Gobierno de España.

## Formación y primeros años de sacerdocio
Cursó sus primeros estudios en la escuela local y posteriormente pasó al seminario diocesano para iniciar los estudios eclesiásticos. Completó la licenciatura en Derecho Canónico en la Universidad Pontificia de Salamanca.
Fue ordenado sacerdote en 1955, siendo destinado a la parroquia de Olmedo, perteneciente en ese tiempo a la diócesis de Ávila. Allí pasó cinco años y conoció a José Jiménez Lozano, vecino del pueblo de Alcazarén, con quien años más tarde haría surgir la primera exposición de Las Edades del Hombre.

## Tareas pastorales
En 1960 es llamado a la capital vallisoletana por el arzobispo José García y Goldaraz, ocupando diferentes cargos: consiliario de Acción Católica, director espiritual del Colegio Mayor San Juan Evangelista y coadjutor de la parroquia de San Ildefonso, encargándose de la construcción de un nuevo templo. También fue director del Centro Filial Femenino "Nuestra Señora del Carmen".
Años más tarde, con el arzobispo José Delicado Baeza, deja las tareas parroquiales en San Ildefonso para dedicarse a otros cargos diocesanos: vicario pastoral de parroquias urbanas, delegado de Apostolado Seglar, juez diocesano, delegado de Medios de Comunicación, pro vicario general de la diócesis, vicario episcopal de la Zona 2 Ciudad, delegado episcopal para el Diálogo Fe y Cultura y, finalmente, comisario de Las Edades del Hombre durante sus seis primeras ediciones, hasta su fallecimiento.

## Las Edades del Hombre
La idea para esta serie de exposiciones surge de un evento similar, "Thesaurus", que un amigo suyo organizó en Barcelona. Su amigo, el escritor José Jiménez Lozano, le ayudó a concretar la idea. Obtuvo colaboración económica y técnica por parte de la Caja de Salamanca y Soria, el arquitecto Pablo Puente Aparicio y Eloísa García de Wattenberg, directora del Museo Nacional de Escultura.
El proyecto inicial comprendía cuatro ediciones: la primera, en la Catedral de Valladolid (1988-1989), dedicada a las Artes plásticas; la segunda, en la Catedral de Burgos (1990), abordó los documentos históricos de los archivos; la tercera, en la Catedral de León (1991-1992), estuvo dedicada a la música; y la que originalmente iba a ser la cuarta y última, en la Catedral de Salamanca (1993-1994), dedicada al diálogo entre la Fe y el Arte, entre el arte antiguo y el contemporáneo (El contrapunto y su morada).
El éxito de estas ediciones llevaron a organizar una quinta, en Amberes (1995), la gran ciudad flamenca del siglo XVI, mostrando la relación de Castilla y León con Flandes. Una sexta edición le fue encargada, desarrollándose en la Catedral de El Burgo de Osma, con motivo del aniversario de la Diócesis, titulada La ciudad de seis pisos. Aunque seleccionó las piezas y visitó su montaje, su deteriorada salud le impidió asistir a la inauguración, falleciendo algunas semanas después.